# Olympische Sommerspiele 1964/Leichtathletik – 50 km Gehen (Männer)

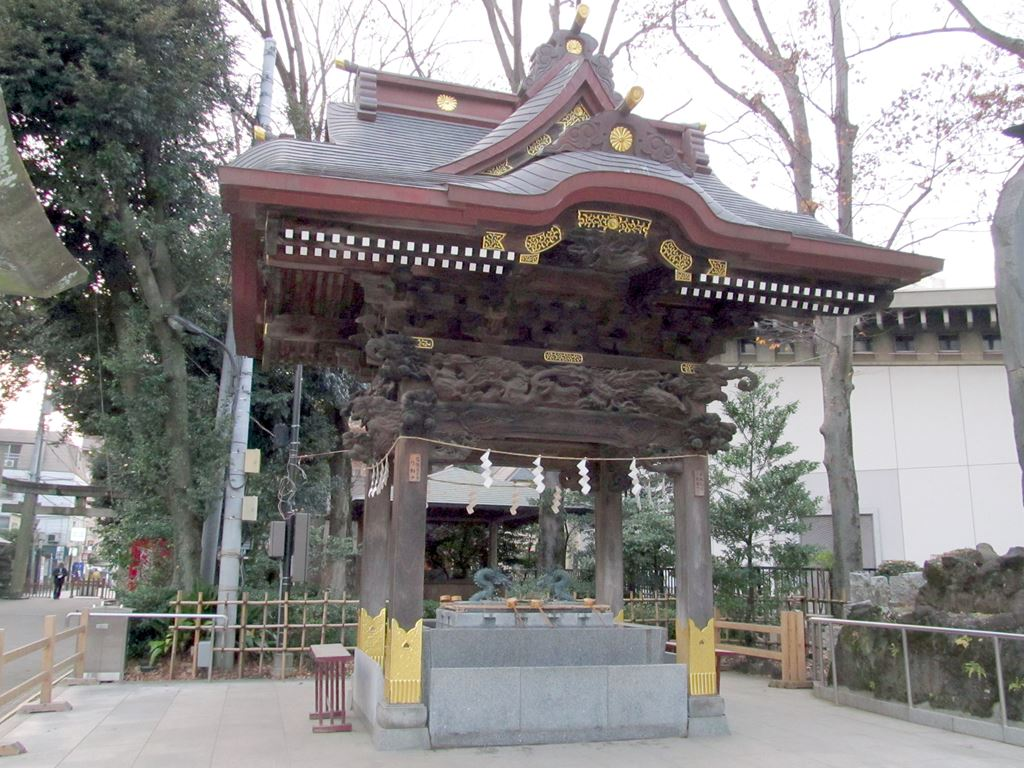
Der Oguni Tamashii-Schrein im Stadtteil Fuchū

Das 50-km-Gehen der Männer bei den Olympischen Spielen 1964 in Tokio wurde am 18. Oktober 1964 ausgetragen. Start und Ziel war das Olympiastadion Tokio. Es nahmen 34 Athleten teil, von denen 31 das Ziel erreichten.
Olympiasieger wurde der Italiener Abdon Pamich. Er gewann vor dem Briten Paul Nihill und dem Schweden Ingvar Pettersson.
Die gesamtdeutsche Mannschaft schickte drei allesamt aus der DDR stammende Geher ins Rennen, die sich alle unter den Top Zehn platzieren konnten. Burkhard Leuschke erreichte Platz vier, Christoph Höhne Platz sechs und Kurt Sakowski Platz acht. Der Schweizer Erwin Stütz belegte Platz 23. Geher aus Österreich und Liechtenstein nahmen nicht teil.

## Bestleistungen / Rekorde
Weltrekorde werden im Straßengehen wegen der unterschiedlichen Streckenbeschaffenheiten außer für auf Bahnen erzielten Zeiten nicht geführt.

### Bestehende Bestleistungen / Rekorde
| Weltbestleistung   | Michail Lawrow ( Sowjetunion)  | 4:00:50 h | Kasan, Sowjetunion (heute Russland) | 5. September 1961 |
| Olympischer Rekord | Don Thompson ( Großbritannien) | 4:25:30 h | OS Rom, Italien                     | 7. September 1960 |

### Rekordverbesserung
Der italienische Olympiasieger Abdon Pamich verbesserte den bestehenden olympischen Rekord im Wettbewerb am 18. Oktober um 14:27,6 min auf 4:11:12,4 h. Die Weltbestleistung verfehlte er um 10:22,4 min.

## Streckenführung
Das Rennen begann im Olympiastadion. Nach zwei Runden führte die Strecke aus dem Stadion heraus in nordwestlicher Richtung in den Bezirk Shinjuku. Auf dem Metropolitan Expressway ging es dann Richtung Westen durch die Ortsteile Hatagaya, Sasazuka, Izumi, Karasuyama und Shinkawa. Die Route verlief weiter durch die Stadt Chōfu. In Fuchū lag der Wendepunkt, von welchem aus es auf dem gleichen Weg wieder zum Stadion zurückging, wo das Ziel lag.

## Endergebnis und Rennverlauf

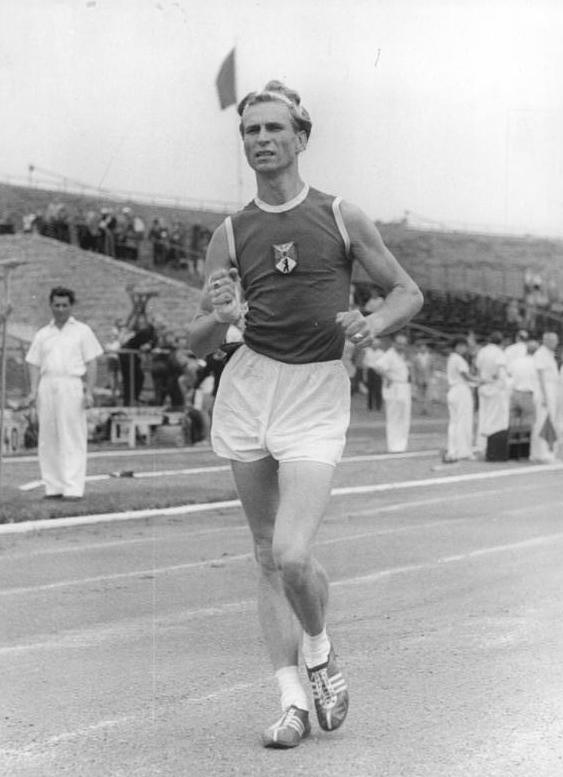
Kurt Sakowski – Rang acht

Datum: 18. Oktober 1964, 12:20 Uhr
| Platz | Name                | Nation           | Zeit        | Anmerkung |
| ----- | ------------------- | ---------------- | ----------- | --------- |
| 1     | Abdon Pamich        | Italien          | 4:11:12,4 h | OR        |
| 2     | Paul Nihill         | Großbritannien   | 4:11:31,2 h |           |
| 3     | Ingvar Pettersson   | Schweden         | 4:14:17,4 h |           |
| 4     | Burkhard Leuschke   | Deutschland      | 4:15:26,8 h |           |
| 5     | Bob Gardiner        | Australien       | 4:17:06,8 h |           |
| 6     | Christoph Höhne     | Deutschland      | 4:17:41,6 h |           |
| 7     | Anatoli Wedjakow    | Sowjetunion      | 4:19:55,8 h |           |
| 8     | Kurt Sakowski       | Deutschland      | 4:20:31,0 h |           |
| 9     | Charles Sowa        | Luxemburg        | 4:20:37,2 h |           |
| 10    | Don Thompson        | Großbritannien   | 4:22:39,4 h |           |
| 11    | Ronald Crawford     | Australien       | 4:24:19,6 h |           |
| 12    | Gennadij Agapow     | Sowjetunion      | 4:24:34,0 h |           |
| 13    | Ray Middleton       | Großbritannien   | 4:25:49,2 h |           |
| 14    | Alex Oakley         | Kanada           | 4:27:24,6 h |           |
| 15    | Henri Delerue       | Frankreich       | 4:27:47,6 h |           |
| 16    | John Ljunggren      | Schweden         | 4:29:09,2 h |           |
| 17    | Ted Allsopp         | Australien       | 4:31:07,8 h |           |
| 18    | Jewgeni Ljungin     | Sowjetunion      | 4:32:01,6 h |           |
| 19    | István Havasi       | Ungarn           | 4:34:14,0 h |           |
| 20    | Alexander Bílek     | Tschechoslowakei | 4:34:54,2 h |           |
| 21    | Chris McCarthy      | USA              | 4:35:41,6 h |           |
| 22    | Tadamasa Ejiri      | Japan            | 4:37:31,8 h |           |
| 23    | Erwin Stütz         | Schweiz          | 4:40:45,0 h |           |
| 24    | Roy Syversson       | Schweden         | 4:41:47,6 h |           |
| 25    | Kazuo Saitō         | Japan            | 4:43:01,0 h |           |
| 26    | Bruce MacDonald     | USA              | 4:45:10,4 h |           |
| 27    | Sumio Miwa          | Japan            | 4:52:00,6 h |           |
| 28    | Ilie Popa           | Rumänien         | 4:57:40,8 h |           |
| 29    | Mike Brodie         | USA              | 4:57:41,0 h |           |
| 30    | Chedli El-Marghni   | Tunesien         | 4:59:13,0 h |           |
| 31    | So Kam Tong         | Hongkong         | 5:07:53,2 h |           |
| DNF   | Maung Rajan         | Birma            |             |           |
| DSQ   | Naceur Ben Messaoud | Tunesien         |             |           |
| DSQ   | Mieczysław Rutyna   | Polen            |             |           |
| DNS   | István Göri         | Ungarn           |             |           |
| DNS   | Antal Kiss          | Ungarn           |             |           |
| DNS   | Kim Tai Koo         | Nordkorea        |             |           |
| DNS   | Pak Tai-keun        | Nordkorea        |             |           |
| DNS   | Emil Dragan         | Rumänien         |             |           |

| Überblick: Zwischenzeiten | Überblick: Zwischenzeiten | Überblick: Zwischenzeiten                  | Überblick: Zwischenzeiten |
| Zwischenzeit- Marke       | Zwischenzeit              | Führende(r)                                | 5-km-Zeit                 |
| ------------------------- | ------------------------- | ------------------------------------------ | ------------------------- |
| 5 km                      | 24:12 min                 | Gennadij Agapow                            | 24:12 min                 |
| 10 km                     | 47:31 min                 | Gennadij Agapow                            | 23:19 min                 |
| 15 km                     | 1:11:52 h00               | Gennadij Agapow                            | 24:19 min                 |
| 20 km                     | 1:37:33 h00               | Abdon Pamich                               | 25:00 min                 |
| 25 km                     | 2:03:09 h00               | Abdon Pamich, Paul Nihill, Christoph Höhne | 25:36 min                 |
| 30 km                     | 2:27:56 h00               | Abdon Pamich, Paul Nihill                  | 24:47 min                 |
| 35 km                     | 2:53:30 h00               | Abdon Pamich, Paul Nihill                  | 25:34 min                 |
| 40 km                     | 3:19:16 h00               | Abdon Pamich                               | 25:46 min                 |
| 45 km                     | 3:45:25 h00               | Abdon Pamich                               | 26:09 min                 |
| 50 km                     | 4:11:12 h00               | Abdon Pamich                               | 25:47 min                 |

Favorit war Abdon Pamich aus Italien, Olympiavierter von 1956, Olympiadritter von 1960 und Europameister von 1962.
Auf dem ersten Streckenteil erarbeitete sich der sowjetische Geher Gennadij Agapow einen Vorsprung von mehr als vierzig Sekunden, seine Gegner hielten sich zurück und gingen sein hohes Tempo nicht mit. Nach Kilometer fünfzehn ließ der Sowjetgeher mehr und mehr nach und wurde am Ende Zwölfter. Pamich übernahm nun die Spitze, ging aber sehr kontrolliert, ohne sich zu sehr zu verausgaben. Bei Kilometer zwanzig hatte sich der Deutsche Christoph Höhne ca. fünfzehn Sekunden hinter Pamich auf den zweiten Platz vorgearbeitet, weitere fünf Sekunden zurück lagen der Brite Paul Nihill und noch immer Agapow. Nach weiteren fünf Kilometern schlossen Nihill und Höhne zu Pamich auf, es bildete sich eine Dreiergruppe. Aber Höhne hatte sich bei seiner Aufholjagd wohl doch etwas übernommen und musste abreißen lassen.
Bis Kilometer vierzig änderte sich an dieser Situation nichts, der Abstand von Pamich und Nihill zu Höhne vergrößerte sich allerdings nach und nach. Dann konnte auch der Brite dem Italiener nicht mehr folgen und es entstand eine Lücke zwischen den beiden, die bis zum Ziel auf neunzehn Sekunden wuchs. Abdon Pamich wurde in neuer olympischer Rekordzeit Olympiasieger vor Paul Nihill. Hinter den beiden gab es noch einen spannenden Kampf um die Bronzemedaille. Fünf Kilometer vor dem Ziel lag Burkhard Leuschke, der seinen schwächer werdenden Landsmann Höhne inzwischen passiert hatte, auf Rang drei. Aber von hinten kam der Schwede Ingvar Pettersson heran, der sich den Wettkampf sehr gut eingeteilt hatte. Auch er lag nun vor Höhne und nur noch wenige Sekunden hinter Leuschke. Mit etwas mehr als drei Minuten Rückstand auf Pamich erreichte Ingvar Pettersson schließlich das Ziel als Bronzemedaillengewinner. Leuschke verlor noch mehr als eine Minute auf den Schweden und wurde Vierter vor dem Australier Bob Gardiner und Christoph Höhne, der seinen größten Erfolg als Olympiasieger in Mexiko-Stadt noch vor sich hatte.
John Ljunggren nahm zum fünften Mal an Olympischen Spielen teil. Mit 45 Jahren war er nicht nur der mit Abstand älteste Teilnehmer im Feld, er war zugleich der älteste Leichtathlet, der in Tokio teilnahm. Insgesamt startete er fünfmal über 50 km und dreimal über 20 km. Sein größter Erfolg war der Olympiasieg auf der langen Strecke in London 1948. Hinzu kamen noch eine Silbermedaille 1960 in Rom und eine Bronzemedaille 1956 in Melbourne.

## Video
- Tokyo Olympiad – Racewalking 50 km, youtube.com, abgerufen am 27. Oktober 2017